# Jochgem van Dijk
Jochgem Frans van Dijk (Roden, Roderwolde, 24 april 1938 – Amsterdam, 3 april 2020) was een Nederlands cameraman.
Van Dijk was betrokken bij diverse spraakmakende documentaires en andere programma's en had een belangrijk aandeel bij het ontstaan van de zogenaamde VPRO-school van de Nederlandse televisiedocumentaire in de jaren 1960. Hij was een gewaardeerde cameraman: Frank Wiering noemde hem de beste cameraman ooit en Cherry Duyns omschreef hem als een even geniale als onderschatte cameraman.
Van Dijk was getrouwd met animator en tekenfilmregisseur Monique Renault.

## Loopbaan
De op 24 april 1938 geboren Jochgem Frans van Dijk was de zoon van Johannes Jochgem van Dijk en Engeltje Sjoukje Hommes.
Van Dijk was vanaf de jaren 1960 tot 1998 in vaste dienst van de VPRO. In die periode werkte hij veel samen met onder anderen Hans Keller, Frank Wiering, Roelof Kiers, Menno Euwe, Wim Kayzer, Hank Onrust, Ad 's-Gravesande, Rudolf van den Berg, Netty Rosenfeld en Cherry Duyns. Bij de VPRO nam hij ook later in de sector bekend geworden cameramensen onder zijn hoede, onder wie Kester Dixon, Jackó van ’t Hof en Jules van den Steenhoven.
Van Dijk drukte met zijn stijl van filmen een duidelijke stempel op de uitzendingen van Het Gat van Nederland. Hij was als cameraman ook van de partij in Zorgvliedt, de opvolger van Het Gat.
In 1973 werd de documentaireserie Zipcode uitgezonden. De eerste aflevering, die ging over de Italiaanse neo-fascist admiraal Birindelli, werd door de Volkskrant goed ontvangen. Het oordeelde dat Van Dijk en Kiers de nodige artistieke ervaring hadden voor een dergelijk politiek portret en dat het samen met 'de beproefde VPRO-documentaireformule' tot een boeiend portret had geleid, ondanks milde kritiek op de volgens de krant overmatige focus op het neofascistische aspect van toenmalig Italië.
Van Dijk ging datzelfde jaar met Roelof Kiers en Hugo de Vries (geluid) naar Volksrepubliek China voor het filmen van documentaires. Het was de eerste keer dat de Nederlandse televisie officieel in China werd toegelaten.
Eveneens in datzelfde jaar mocht het team Van Dijk, Pieter Verhoeff en Hugo de Vries (geluid) in 1973 het onderhandelingsgesprek tussen John Fleming, toen voorzitter van de NVV, en de directie van de Hoogovens bijwonen.
In Nouchka van Brakels film Ouder worden (1975) werden bejaarden in verschillende omstandigheden gefilmd, van fitte bejaarden tot een demente vrouw. De scènes waren, volgens Hogenkamp, door Van Dijk in een prachtig in beeld gebrachte sequentie gemaakt.
In 1976 vloog Van Dijk met Hans Keller en De Vries (geluid) naar IJsland om voor het televisieprogramma Machiavelli te rapporteren over de kabeljauwoorlog die het land toen met het Verenigd Koninkrijk aan het uitvechten was.
In 1995 maakte hij de opnames voor Kayzers vijfdelige televisievertelling Vertrouwd en o zo vreemd, waarvoor interviews in Huis Verwolde afgenomen werden. In zijn gelijknamige boek over deze serie, suggereert Kayzer dat Van Dijk met zijn persoonlijkheid een instrumentele rol speelde voor het verloop van het interview met G.L. Durlacher.

## Persoon en werkwijze
Uit de anekdotes van Kayzer, alsook de vele krantencommentaren over de documentaires waarin de cameraman betrokken was, blijkt dat Van Dijk niet zomaar een inwisselbare cameraman was, maar iemand die met de documentairemaker een team vormde, en daarbij zijn eigen persoonlijkheid meebracht: Van Dijk was door zijn manier van werken meer dan alleen technicus, aldus de Volkskrant. In De Tijd wordt Van Dijk de kompaan van programmamaker Kiers genoemd.
In kritieken is vaak te lezen dat de programmamaker met Van Dijk overlegde hoe de shots gemaakt dienden te worden en hoe zijn manier van filmen het karakter van de documentaire bepaalde. Hij wordt dan ook vaak in een adem met de programmamaker genoemd. Van Dijks invloed was dermate dat wanneer hij na het filmen niet betrokken was bij het monteren (bijvoorbeeld voor een haastklus elders), het kon gebeuren dat de harmonie van de documentaire verstoord werd.
Hij had een goede intuïtie van wat er om hem heen gebeurde en kon daardoor verrassende shots maken die afweken van de doorsnee. Een tv-criticus merkte op dat Van Dijk in een aflevering van Culemborg bijvoorbeeld in een ziekenhuishal als terloops twee ochtendbladen van verschillende leest te koop lagen, hetgeen karakteristiek voor de serie zou zijn. Algemeen gesproken werd zijn filmwijze gekenmerkt door levendig, soms lyrisch camerawerk op locaties, die op een ongebruikelijke manier geobserveerd werden. Het zou bepalend zijn voor de stijl van de VPRO-school.

## Werk (selectie)
- 1964: Vreemdeling op een plein, van Huib de Vries
- 1969-75: Berichten uit de samenleving
- 1972: East Harlem Block Schools, van Bob Ris
- 1972-78: Het Gat van Nederland
- 1973: Zipcode
- 1973: Roerig Amsterdam, van Annemarie Prins
- 1973-97: Herenleed, van Cherry Duyns. NRC schreef dat in Van Dijks camera Herenleed er schitterend uitzag, bedreigend, soms vervreemdend en soms bijna bekoorlijk. Het zag eruit als een plaatje, als ware het een schilderij, vol betekenissen die als surrealistisch of absurdistisch geduid kon worden[21]
- 1974: Film over Guinee-Bissau en de Kaapverdische eilanden[22]
- 1974: De heer met de pet, een nette film over de VVD, van Theo Uittenbogaard
- 1974-75: Culemborg bijvoorbeeld, van Pieter Verhoeff
- 1974-1976: Simplisties Verbond, Van Kooten en De Bie
- 1975: Ouder worden, van Nouchka van Brakel. Voor deze film voerde Van Dijk niet alleen de camera, maar deed hij ook het geluid[23]
- 1977: Een rode draad, van Eric de Lange
- 1977: De Algerijnse tijden, van Rudolf van den Berg[24][25]
- 1979: Emma!, documentaire over Emma Goldman, van Hans Keller. Om Keller niet alle eer te geven, aldus Het Parool, moest vermeld worden dat hij over Van Dijk beschikte, een van 'de beste cameravoerders'[26]
- 1979: Modern leven, van Verhoeff en Germaine Groenier
- 1979: Twee schrijvers en het lot, van Hans Fels. Fels maakte volgens NRC in dit dubbelportret goed gebruik van Van Dijks intelligente camerawerk[27]
- 1980: Het mysterie der zwevenden, van Cherry Duyns
- 1981: De Sprong van Hans Keller en Remco Campert. Volgens De Telegraaf werd De Sprong onder meer door Van Dijks "prachtige beelden" een uniek en boeiend programma[28]
- 1982: The History of the SF Film, van Thijs Ockersen
- 1982: Sal Santen Rebel, over Sal Santen; van Rudolf van de Berg[29]
- 1984: De Nieuwe Mens, documentaire over vier volgelingen van Bhagwan en de Bhagwanbeweging, met Frank Wiering
- 1984: The Freudian Slip, van René Seegers
- 1985: De gedaanteverwisseling, van Cherry Duyns en Armando
- 1985-1998: Diogenes (buitenlandmagazine van de VPRO), onder andere met Frank Wiering
- 1987: Beter dan God, van Wim Kayzer
- 1989: Nauwgezet en wanhopig, van Wim Kayzer
- 1989: Lotgevallen, van Cherry Duyns
- jaren 1990: Toonmeesters, met Cherry Duyns, een achtdelige documentairereeks over eigentijdse componisten als Kagel, Ligeti, Reinbert de Leeuw, Messiaen, Vivier, De Vries, Goebaidoelina, Górecki en Oestvolskaya
- 1990: Atlantis, van Hank Onrust
- 1990: Een winter aan zee, met Frans Bromet
- 1991: Laatste getuigen, met Cherry Duyns. Drie joodse mannen vertellen over hoe ze als kinderen de concentratiekampen Theresiënstadt en Auschwitz-Birkenau overleefden
- 1994: Settela, gezicht van het verleden, met Cherry Duyns
- 1993: Een schitterend ongeluk, van Wim Kayzer
- 1993: Hotel Atonaal, van Keller
- 1995: Vertrouwd en o zo vreemd, een vijfdelige televisievertelling van Wim Kayzer, met onder meer Van Dijks filmopname van het gesprek met G.L. Durlacher
- 1996: Mart Stam, de architect, over Mart Stam; van Hank Onrust en Gerrit Oorthuys
- 2000: Van de schoonheid en de troost, van Wim Kayzer

### Bekroonde documentaires
- 1982: Gouden Kalf voor de beste documentaire, voor Sal Santen Rebel[30]

Uit de Toonmeesters-documentaireserie zijn de episodes over Henryk Górecki en Claude Vivier bekroond op meerdere internationale festivals:
- 1994: The Silver Award, MediaNet Festival München, voor de episode over Henryk Górecki.
- 1994: Rocky award, Banff Filmfestival Canada, voor de episode over Henryk Górecki.
- 1995: The Bronze Key, Filmfestival Bratislava, voor de episode over Henryk Górecki.
- 1996: Best Portrait Award, 12e Festival International du Film sur l’Art, Montréal, voor de episode over Henryk Górecki.
- 1998: Discovery Award, 15e Festival International sur l’Art, Montréal, voor de episode over Claude Vivier.